# Trasa azjatycka AH6
Trasa azjatycka AH6 (ang. Asian Highway 6) – międzynarodowa trasa w Azji łącząca Pusan w Korei Płd. z granicą białorusko-rosyjską o długości 10 475 km.
W Rosji między Omskiem a granicą z Białorusią AH6 ma wspólny przebieg z trasą europejską E30.